# Bedeque and Area
Pour les articles homonymes, voir Bédèque.
Bedeque and Area est une municipalité rurale dans le Prince de l'Île-du-Prince-Édouard. Elle a été formée le 17 novembre 2014 lors de la fusion de Central Bedeque et Bedeque.